# Quercus chihuahuensis
Espèce
Classification phylogénétique
Statut de conservation UICN

 LC  : Préoccupation mineure
Quercus chihuahuensis, de nom commun Chêne de Chihuahua, est une espèce de plante à fleurs de la famille des Fagaceae et du genre Quercus (les chênes) originaire d'Amérique du Nord.

## Description
Quercus chihuahuensis est un arbustes ou un arbre atteignant 10 mètres de haut et un tronc de 30 à 40 cm de diamètre à hauteur de poitrine.
Les feuilles mesurent de 4 à 10 cm de long et de 2 à 5 cm de large. Elles sont caduques mais tardivement et coriaces, de forme obovale ou parfois elliptique, non convexe, au bord entier, denté ou sublobé, d'une couleur verte sur le dessus mais jaune ou grise sur le dessous à cause d'une couche de poils veloutés et en forme d'étoile, très ramifiés. Les chatons mâles tomenteux mesurent de 2 à 5 cm de long, ont très nombreuses fleurs, alors que les fleurs femelles sont peu nombreuses, groupées à l'extrémité d'un fort pédoncule très court. Le gland fait 1,5 cm de long, est d'une forme ovoïde, solitaire ou par 2, de couleur brun pâle, dans une cupule profonde aux écailles très tomenteuses, mûr en un an de juin à novembre.

## Répartition
Le chêne de Chihuahua est présent de la région allant de l'extrême ouest du Texas à l'état de Sonora et jusqu'au sud dans les états de Zacatecas et San Luís Potosí.

## Écologie
Quercus chihuahuensis se trouve de 400 à 2 700 m d'altitude, dans des forêts mélangées avec des pins et d'autres chênes. C'est l'une des espèces dominantes des forêts de pins et de chênes de la Sierra Madre occidentale dans le Chihuahua et le Sonora.
Il peut s'hybrider avec d'autres espèces de chêne quand les aires de répartition se chevauchent : Quercus arizonica, Quercus grisea.